# Aspila nubigera
Aspila nubigera är en fjärilsart som beskrevs av Herrich-Schäffer 1851. Aspila nubigera ingår i släktet Aspila och familjen nattflyn. Inga underarter finns listade i Catalogue of Life.